# Puccinia penniseti-lanati
Puccinia penniseti-lanati ist eine Ständerpilzart aus der Ordnung der Rostpilze (Pucciniales). Der Pilz ist ein Endoparasit des Süßgrases Pennisetum lanatum. Symptome des Befalls durch die Art sind Rostflecken und Pusteln auf den Blattoberflächen der Wirtspflanzen. Sie ist ein Endemit Pakistans.

## Merkmale

### Makroskopische Merkmale
Puccinia penniseti-lanati ist mit bloßem Auge nur anhand der auf der Oberfläche des Wirtes hervortretenden Sporenlager zu erkennen. Sie wachsen in Nestern, die als gelbliche bis braune Flecken und Pusteln auf den Blattoberflächen erscheinen.

### Mikroskopische Merkmale
Das Myzel von Puccinia penniseti-lanati wächst wie bei allen Puccinia-Arten interzellulär und bildet Saugfäden, die in das Speichergewebe des Wirtes wachsen. Aecien oder Spermogonien der Art sind nicht bekannt. Die gelben Uredien des Pilzes wachsen beid- oder nur oberseitig auf den Wirtsblättern. Seine ebenfalls gelbbraunen Uredosporen sind 19–24 × 14–18 µm groß, zumeist breitellipsoid bis eiförmig und fein stachelwarzig. Die meist blattunterseitig wachsenden Telien der Art sind schwarzbraun und lang bedeckt. Die goldenen bis hell haselnussbraunen Teliosporen sind zweizellig, variabel geformt und 33–42 × 17–23 µm groß. Ihre Stiele sind hyalin bis gelblich und bis zu 15 µm lang.

## Verbreitung
Das bekannte Verbreitungsgebiet von Puccinia penniseti-lanati umfasst lediglich Pakistan.

## Ökologie
Die Wirtspflanze von Puccinia penniseti-lanati ist Pennisetum lanatum. Der Pilz ernährt sich von den im Speichergewebe der Pflanzen vorhandenen Nährstoffen, seine Sporenlager brechen später durch die Blattoberfläche und setzen Sporen frei. Die Art verfügt über einen Entwicklungszyklus, von dem bislang lediglich Telien und Uredien sowie deren Wirt bekannt sind; Spermogonien und Aecien konnten dem Pilz nicht zugeordnet werden.